# Synanthedon richardsi
Synanthedon richardsi is een vlinder uit de familie wespvlinders (Sesiidae), onderfamilie Sesiinae.
Synanthedon richardsi is voor het eerst wetenschappelijk beschreven door Engelhardt in 1946. De soort komt voor in het Nearctisch gebied.